# Nossa Liga de Basquetebol
A Nossa Liga de Basquetebol (NLB) foi uma liga alternativa brasileira de basquetebol, criada no dia 16 de março de 2005, tendo entre seus criadores alguns dos principais atletas brasileiros na modalidade, tais como Oscar Schmidt, Paula e Hortência.
O intuito da liga, de acordo com seus organizadores, era o de profissionalizar o basquete no Brasil através de uma gestão modelo para a sua revitalização.
Sem conseguir despertar o interesse de imprensa e patrocinadores, de forma a atingir o sucesso esperado, a NLB encontrou dificuldades para se popularizar, encerrando suas atividades em 2008, um ano antes da criação do Novo Basquete Brasil (NBB) considerado o Campeonato Brasileiro de Basquete reunificado. Além da NLB, houve também uma segunda liga não-oficial de certo destaque, a Associação de Clubes de Basquete do Brasil (ACBB). Analistas afirmam que a existência de mais de uma liga foi justamente um dos fatores que atrapalharam o crescimento de todas elas.
No total, 30 clubes associados representando 29 cidades de 10 estados na temporada 2005-2006.

## Edições
| Edição                                 | Campeão                 | Vice-campeão      | Terceiro colocado   | Quarto colocado | Ref.  |
| -------------------------------------- | ----------------------- | ----------------- | ------------------- | --------------- | ----- |
| Nossa Liga de Basquetebol de 2005–2006 | Winner Limeira Basquete | Uniara/Araraquara | Keltek/PetroCrystal | Ulbra/Torres    | [ 3 ] |
| Nossa Liga de Basquetebol de 2006–2007 |                         |                   |                     |                 |       |

## Clubes associados

### Masculino
- A Hebraica
- Araraquara
- Assis
- Barueri
- Bauru
- Case Western Reserve University
- Casa Branca
- CETAF
- Corinthians
- Fluminense
- Franca
- Guarujá
- Joinville/AABJ
- Keltek-PetroCrystal
- Liga Macaense
- Limeira
- Lobos Brasília
- Londrina
- Maringá
- Minas
- Mogi das Cruzes
- Payssandu-Horizonte
- Telemar/Rio de Janeiro
- Saldanha da Gama
- São Luís
- Sanjoanense
- Santa Maria
- Fupes Santos
- Teresinense
- Ulbra
- Tahitian Noni/Jundiaí